# Alba Berlín
L'Alba Berlín és un equip alemany de basquetbol de la ciutat de Berlín, també conegut com a Berlín Albatrosse. La temporada 2019-2020 participa en la lliga alemanya i en l'Eurolliga.

## Palmarès
- Lliga alemanya de bàsquet (9): 1997, 1998, 1999, 2000, 2001, 2002, 2003, 2008, 2020[1]
- Copa alemanya de bàsquet (5): 1997, 1999, 2002, 2003, 2006
- Copa Korac (1): 1995